# Vaijapur
Vaijapur (o Vijapur) è una città dell'India di 37.002 abitanti, situata nel distretto di Aurangabad, nello stato federato del Maharashtra. In base al numero di abitanti la città rientra nella classe III (da 20.000 a 49.999 persone).

## Geografia fisica
La città è situata a 19° 55' 0 N e 74° 43' 60 E e ha un'altitudine di 513 m s.l.m..

## Società

### Evoluzione demografica
Al censimento del 2001 la popolazione di Vaijapur assommava a 37.002 persone, delle quali 19.176 maschi e 17.826 femmine. I bambini di età inferiore o uguale ai sei anni assommavano a 5.014, dei quali 2.781 maschi e 2.233 femmine. Infine, coloro che erano in grado di saper almeno leggere e scrivere erano 25.801, dei quali 14.732 maschi e 11.069 femmine.